# Жовтонога сумчаста миша
Жовтонога сумчаста миша (Antechinus flavipes) - представник родини хижі сумчасті підродини сумчасті миші роду широконогі сумчасті миші. Вперше цей вид був описаний у 1838 році вченим Джорджем Ватерхаузом. Є три підвиди.

## Опис
Найпримітивніша істота з усіх австралійських сумчастих. Колір хутра від сірого до жовто-коричнуватого, особливо на лапах, звідси її назва. Розмір тулуба - 10-13 см, хвоста - 7-15 см, вага - 30-45 г. Мають голі ступні лап з м'ясистими подушечками й довгі кігті, які допомагають мишам дертися по деревам та стінам.

## Спосіб життя
Ведуть наземний спосіб життя. Мешкають у печерах, ущелинах. Полюють уночі, а вдень відпочивають у кублах. Живляться комахами, інколи рослинами. Легко бігають, навіть по стелях печер. 
Вагітність триває 25 днів. Народжують самки 1 раз на рік, близько 12 мишенят. Наприкінці періоду розмноження гинуть усі самці. Кубла робляться з листя евкаліпта у важкодоступних місцях, часто біля стелі печер.

## Розповсюдження
Раніше жовтонога сумчаста миша була розповсюджена скрізь по Австралії. Сьогодні вона трапляється у Квінсленді та південній Австралії, а також в деяких частинах західної Австралії.